# Larimna de Arriba
Larimna (en griego, Λάρυμνα) también llamada Larimna de Arriba, es el nombre de una antigua ciudad griega de Lócride, no lejos de otra ciudad que tenía su mismo nombre y que a veces es conocida como Larimna de Abajo.
Según Estrabón, estaba de un lugar cercano donde el río Cefiso salía a la superficie después de discurrir durante varios kilómetros por un canal subterráneo y comenta que los romanos anexionaron Larimna de Arriba —que estaba tierra adentro— a Larimna de Abajo —que se encontraba junto al mar.